# Hermetyczny Zakon Złotego Brzasku

Jeden z postaci symboli Hermetycznego Zakonu Złotego Brzasku wywodzącego się z tradycji różokrzyżowców

Hermetic Order of the Golden Dawn (pol. Hermetyczny Zakon Złotego Brzasku) – stowarzyszenie okultystyczno-ezoteryczne powstałe w drugiej połowie XIX wieku w Londynie. Rozpadło się w początkach XX wieku na małe grupki rozsiane po różnych miejscach na świecie.
Stowarzyszenie Golden Dawn nawiązywało do tradycji różokrzyżowców, a przedmiotem zainteresowania była magia, alchemia, astrologia oraz inne dziedziny ezoteryki, w tym również tarot, do którego opracowano własną swoistą wersję.
Israel Regardie opublikował 1937–1940 czterotomowe dzieło The Golden Dawn, w którym opisał rytuał stowarzyszenia.